# 二氟二氧化硒
二氟二氧化硒又称硒酰氟，是一种无机化合物，化学式为SeO2F2。

## 结构
分子的构型是变形四面体，O-Se-O键的键角为126.2°，O-Se-F键为108.0°，而F-Se-F则为94.1°。Se-F键的键长为1.685 Å，而Se-O键的键长则是1.575 Å。

## 生成
二氟二氧化硒可由温热的氟磺酸与硒酸钡或硒酸反应制得。SeO3与SeF4反应产生它与其他氟氧化物的混合物。

## 反应
二氟二氧化硒与二氟化氙反应生成FXeOSeF5。